# كريستيان بانك

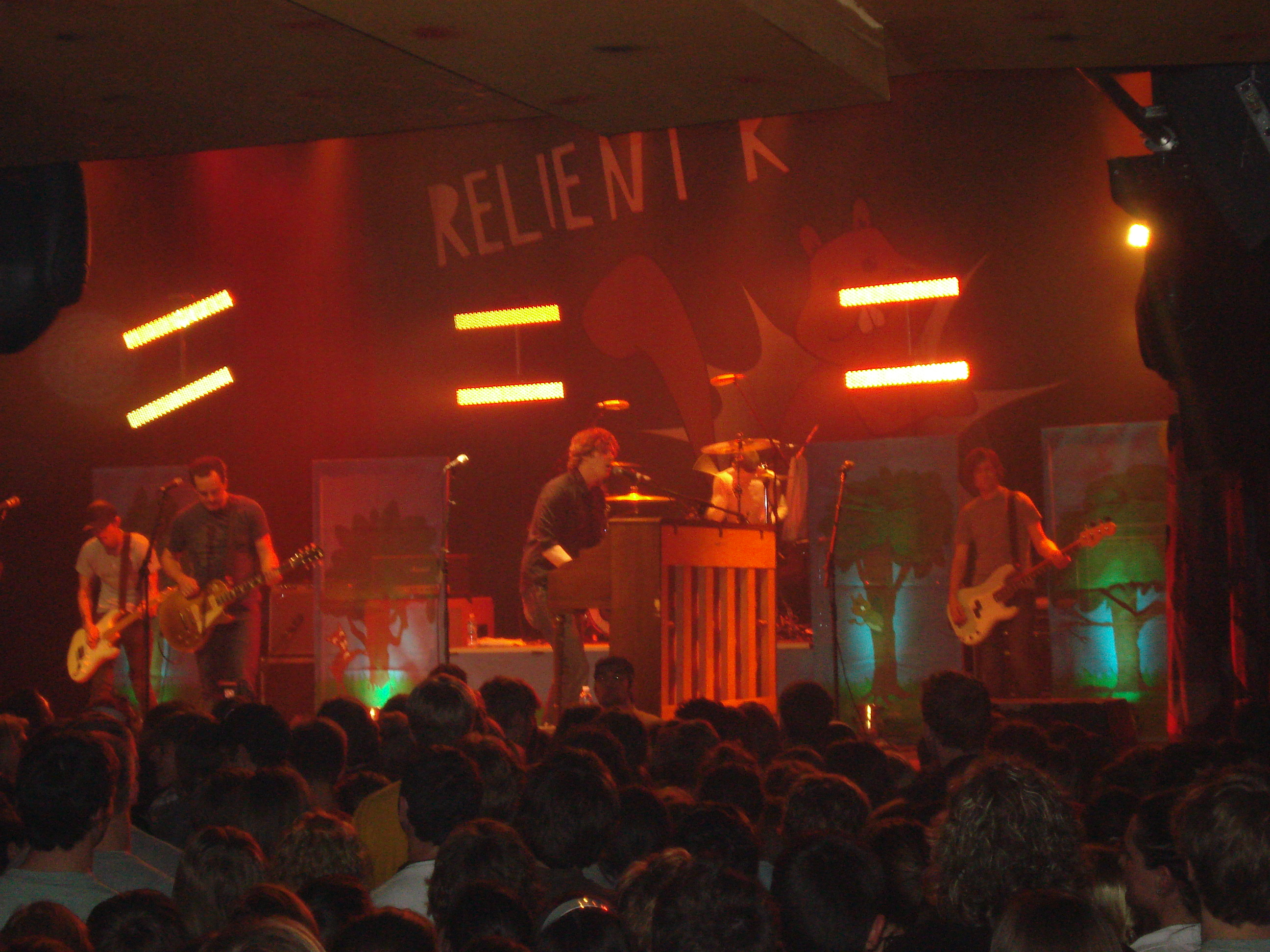

كريستيان بنك (بالإنجليزية: Christian Punk)‏ هو نوع من موسيقى البانك الموجه بشكل أساسي إلى المسيحيين، الذين يتجهون للاستماع إلى هذا النوع لأنه لا يستخدم اللغة الهجومية بمقدار كبير. ومن الفِرَق التي عزفت الكريستيان بنك: «إم إكس بي إكس (MxPx)»، و«ريلينت كي (Relient K)»، و«لايف آيرون فرينزي (Life Iron Frenzy)».